# Odsherredsmalerne
L' Odsherredsmalerne représente un groupe de peintres d'Odsherred associés à la région et au paysage autour d'Odsherred, dans le nord-ouest de la Zélande. 
Les membres ont été attirés par le paysage et la lumière particulière de la région d'Odsherredbuerne due à la mer environnante. Plus tard, un géoparc, le Geopark Odsherred, a été créé dans la région vallonnée.

## Histoire
Les peintres du mouvement veulent remettre la peinture naturaliste à l'ordre du jour. Le groupe s'installe dans la région au début des années 1930, certains de façon permanente, d'autres seulement pour une certaine période. Parmi les premiers figurent Karl Bovin (en) (1907-1985) et Kaj Ejstrup (1902-1956). D'autres les rejoignent ou sont associés au groupe tels Lauritz Hartz (1903-1987), Viggo Rørup (1903-1971) et son épouse Ellen Krause (1905-1990), Victor Brockdorff (en) (1911-1992), Ernst Syberg (en) (1906-1981), Povl Christensen (en) (1909-1977), Alfred Simonsen (en) (1906-1935), Ole Kielberg (en) (1911-1985), Søren Hjordt Nielsen (1901-1983) et Birthe Bovin (1906-1980).
Les peintres Karl Bovin, Victor Brockdorff et Lauritz Hartz sont parmi les fondateurs de l'association d'artistes « Corner » en 1932, qui leur offre un lieu pour exposer leurs tableaux.
Les peintres sont représentés dans les musées locaux du Sorø Kunstmuseum (da) et du Odsherreds Kunstmuseum (da). De plus, la « Maison d'Asnæs », créée en 1973, sert de bâtiment culturel et d'exposition de leurs œuvres.